# Елпайн (Орегон)
Елпайн (англ. Alpine) — переписна місцевість (CDP) в США, в окрузі Бентон штату Орегон. Населення — 164 особи (2020).

## Географія
Елпайн розташований за координатами 44°19′50″ пн. ш. 123°21′45″ зх. д. / 44.33056° пн. ш. 123.36250° зх. д. (44.330644, -123.362610).  За даними Бюро перепису населення США в 2010 році переписна місцевість мала площу 2,09 км², уся площа — суходіл.

## Демографія
Згідно з переписом 2010 року, у переписній місцевості мешкала 171 особа в 67 домогосподарствах у складі 44 родин. Густота населення становила 82 особи/км².  Було 74 помешкання (35/км²).
Расовий склад населення:
| - 90,6 % — білих - 2,3 % — азіатів - 1,2 % — вихідців з тихоокеанських островів - 0,6 % — корінних американців - 1,2 % — осіб інших рас |

До двох чи більше рас належало 4,1 %. Частка іспаномовних становила 7,0 % від усіх жителів.
За віковим діапазоном населення розподілялося таким чином: 17,5 % — особи молодші 18 років, 71,4 % — особи у віці 18—64 років, 11,1 % — особи у віці 65 років та старші. Медіана віку мешканця становила 47,2 року. На 100 осіб жіночої статі у переписній місцевості припадало 96,6 чоловіків;  на 100 жінок у віці від 18 років та старших — 98,6 чоловіків також старших 18 років.
Цивільне працевлаштоване населення становило 47 осіб. Основні галузі зайнятості: оптова торгівля — 48,9 %, публічна адміністрація — 25,5 %, сільське господарство, лісництво, риболовля — 25,5 %.